# Zonocerus elegans
Espèce
Zonocerus elegans est une espèce d'insectes orthoptères de la famille des Pyrgomorphidae.

## Répartition géographique
Cette espèce se rencontre en Afrique centrale, australe,, et de l'Est.
Elle est présente depuis l'Afrique du Sud jusqu'en Angola, en République démocratique du Congo et en Ouganda ainsi que peut-être au Kenya ainsi qu'à Madagascar.

## Description
Zonocerus elegans présente un corps subcylindrique qui mesure de 35 à 40 mm de long.
La tête, noire avec des taches rougeâtres, vue d'en haut est courte. Le vertex en avant des yeux est à peine saillant. Le sommet est triangulaire, large et court. Le front est un peu oblique. La carène médiane court le long du sillon médian parallèlement aux carènes latérales. Les antennes, 
filiformes, sont insérées entre les yeux avec les articulations les plus allongées. Les antennes sont noires avec plus de trois articles orange.
Le pronotum est subcylindrique ou rétréci antérieurement, lisse et sans tubercules. Il est très obtus vers l'arrière, anguleux ou arrondis et sans carènes. Il présente des sillons peu imprimés avec un sillon postérieur en position médiane. 

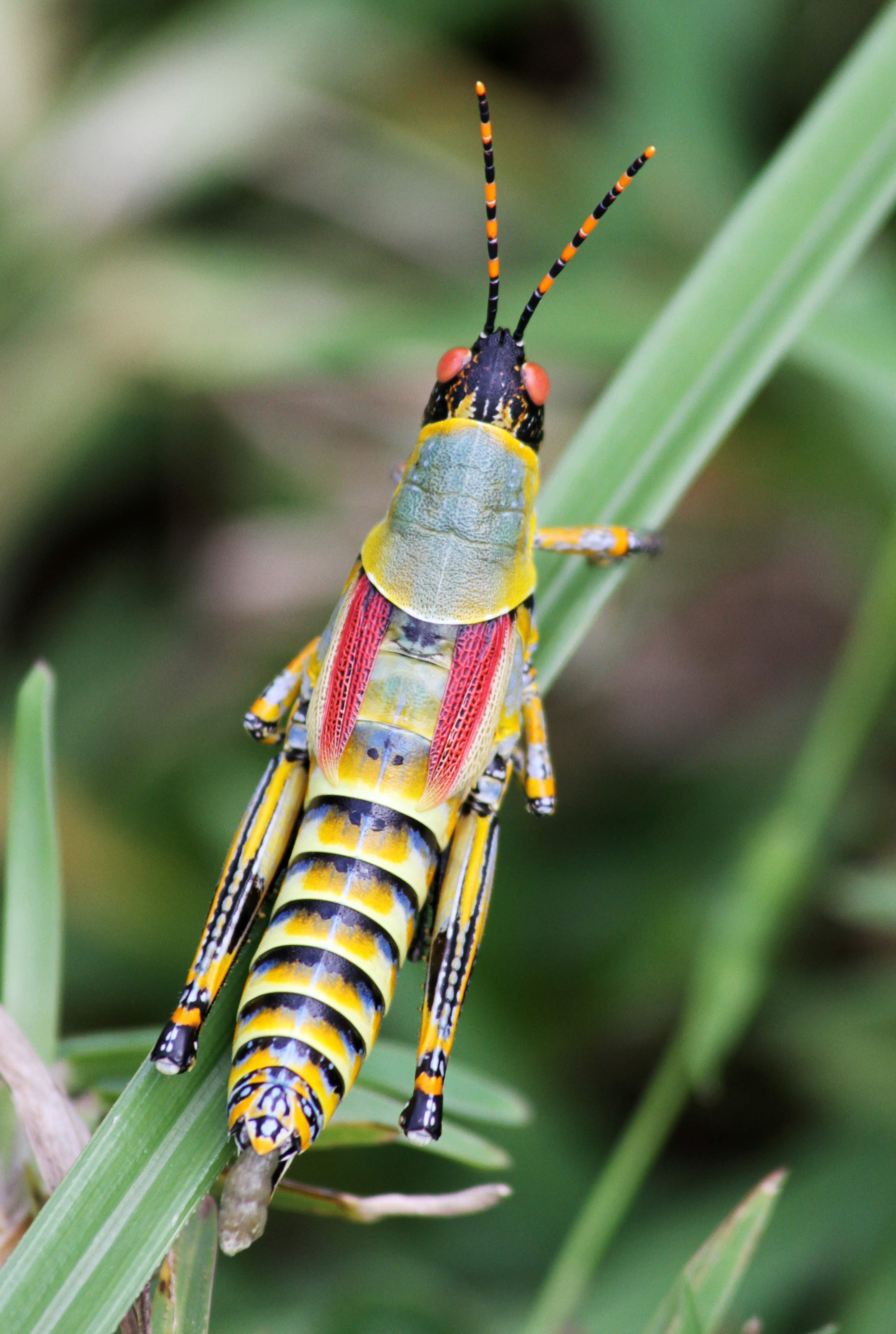
Zonocerus elegans

Le prosternum est peu distinct, petit, obtus et tuberculé. La plaque sternale antérieure ne présente pas de rainure arquée. Les lobes mésosternaux sont plus étroits chez le mâle que chez la femelle où ils sont séparés.
Les élytres, jaune verdâtre avec la pointe verdâtre et le bord inférieur vert, sont plus courts que l'abdomen. Ils sont latéraux, lobiformes, à nervures multiples avec un apex arrondi. Les ailes rosâtres ou rougeâtres sont courtes, parfaitement développées, hyalines, délicatement colorées, non tachetées ou raccourcies ou rudimentaires.
L'abdomen est couvert de bandes jaunâtres.
Les pattes antérieures sont brunes, tachetées de rouge et de jaune. Les fémurs antérieurs sont élargis vers l'apex et pas plus long que l'abdomen avec des carènes à peine comprimées. 
La face externe des fémurs est en grande partie jaune orange à olivâtre avec la moitié apicale plus ou moins 
noire,. Les tibias postérieurs sont un peu plus larges à l'apex avec des carènes émoussées armées d'une épine apicale externe.

## Éthologie

### Alimentation
Cette espèce est phytophages et se nourrit de plantes dont certaines sont d'intérêt pour l'Homme comme le 
manioc et d'autres sont toxiques.
Zonocerus elegans est notamment attiré par les alcaloïdes pyrrolizidiniques.

### Comportement

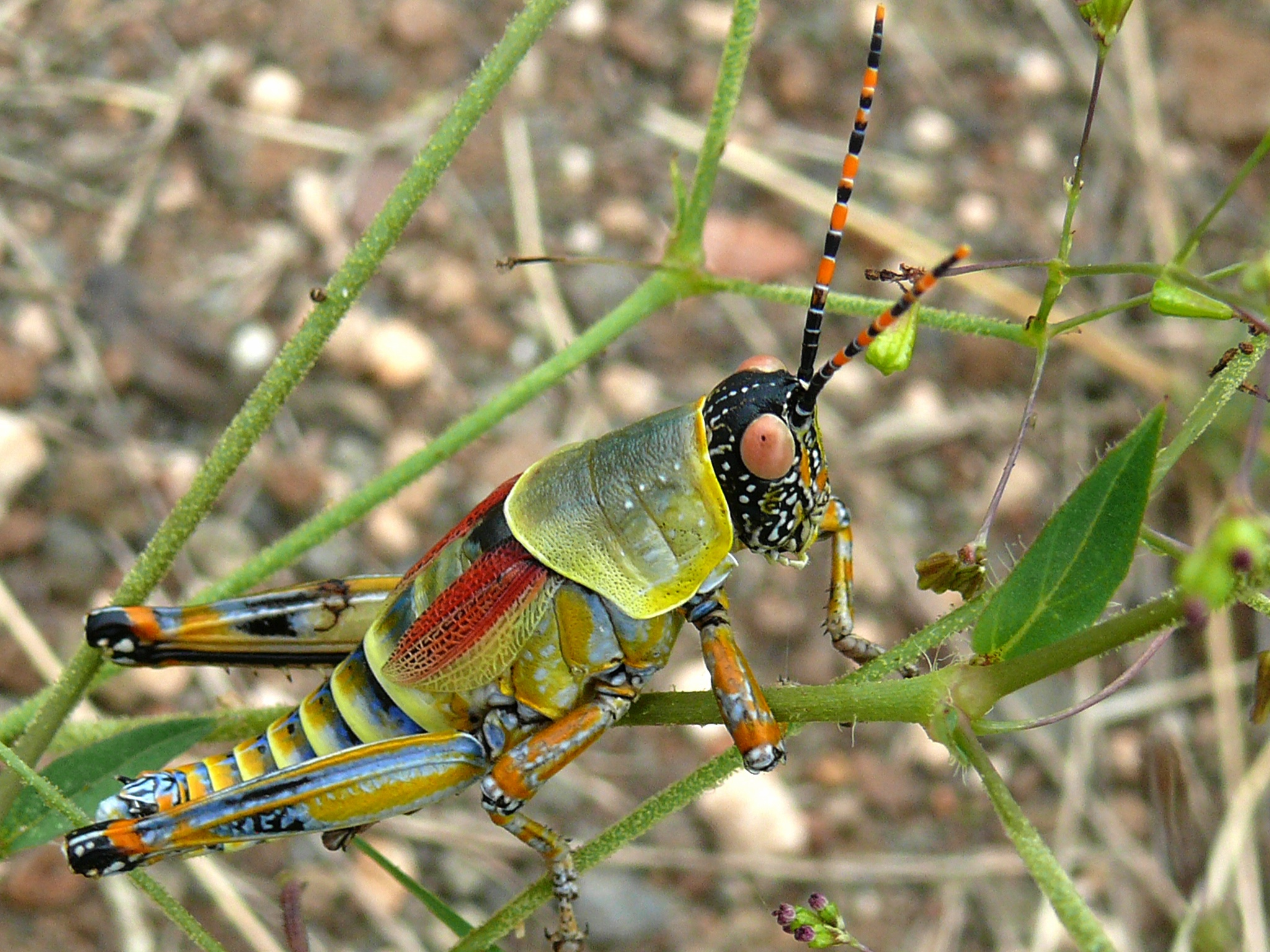
Zonocerus elegans

Les jeunes sauterelles sont grégaires et se rassemblent souvent à l'extrémité des plantes basses, étant alors très visibles. Ce comportement, ajouté à leur coloration très marquées aposématique et à leur capacité à exsuder un fluide offensif à partir d'une glande dorsale, leur confère probablement une meilleure protection collective. Les adultes sont moins grégaires que les larves. Cependant, ils se rencontrent souvent en grand nombre sur de petites zones (conséquence de leurs habitudes léthargiques) ce qui rend la dispersion lente. Même les formes macroptères sont de piètres voyageurs volants.

### Habitat
Zonocerus elegans est une espèce de savane que l'on ne trouve pas dans les zones de forêts pluviales équatoriales ni dans les régions désertiques ou semi-désertiques où les précipitations annuelles ne dépasse pas 200 mm. 

### Reproduction

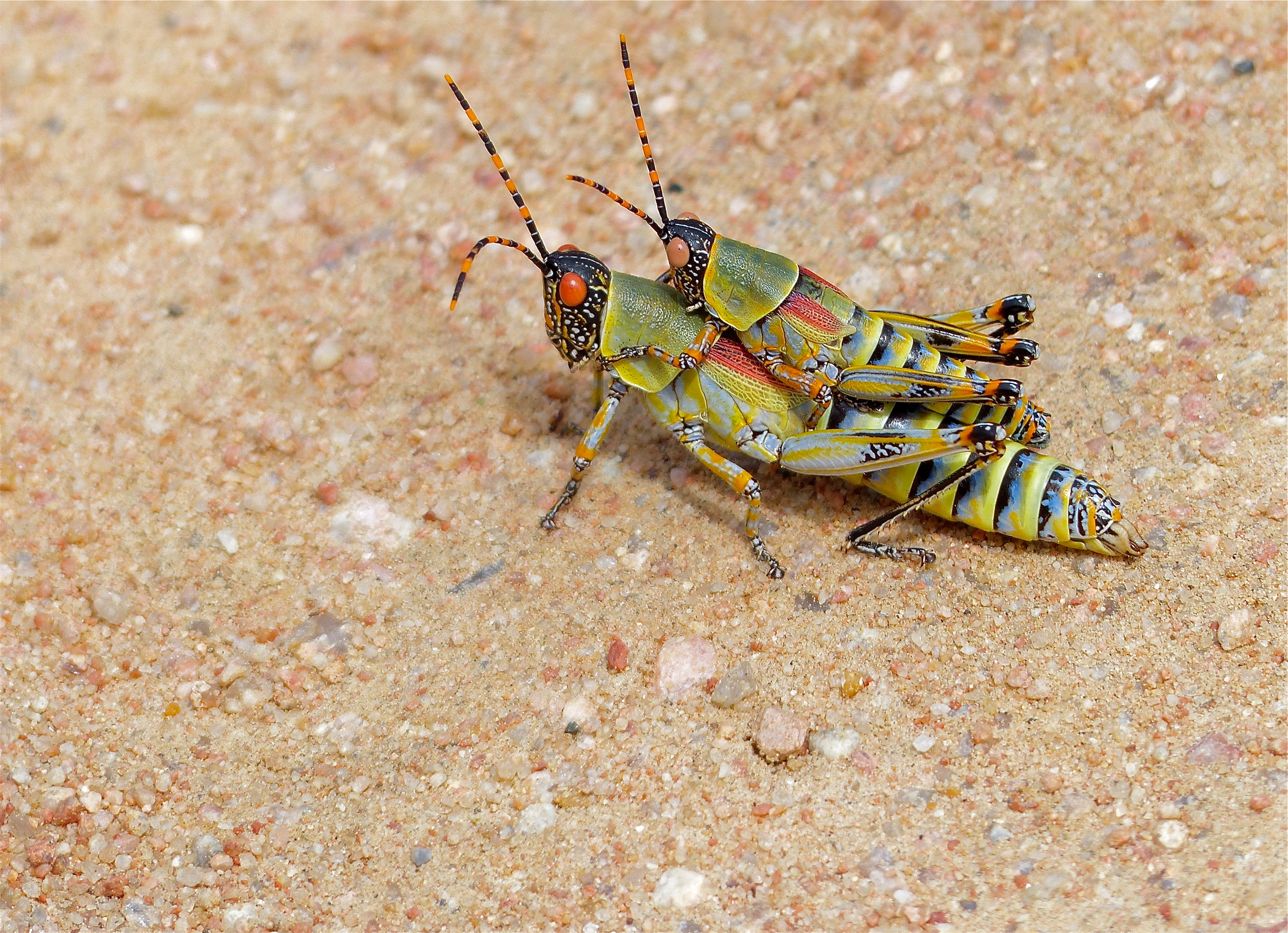
Reproduction

Zonocerus elegans se reproduit une fois par an, passant l'hiver (qui coïncide généralement avec la saison sèche) au stade de l'œuf qui dure de 7 à 9 mois. L'éclosion coïncide avec le début des pluies saisonnières. Après l'éclosion, l'animal mue 5 fois avant de devenir adulte. Le développement dure de 75 à 102 jours. Les mâles deviennent matures en premier, mais leurs tentatives d'accouplement sont rejetées jusqu'à ce que les femelles deviennent réceptives environ 2 semaines plus tard.  
Les couples restent stables pendant les jours de la ponte et probablement aussi pendant les semaines précédant la ponte. En plus de la fréquentation prolongée d'une femelle, les mâles peuvent essayer d'obtenir des inséminations par des "tactiques d'attaque" sur les sites de ponte. La ponte a lieu 2 à 3 semaines après le premier accouplement. Les femelles déposent entre 23 et 116 œufs par nid.

## Systématique
L'espèce Zonocerus elegans a été décrite en 1815 par l'entomologiste suédois Carl Peter Thunberg sous le basionyme Gryllus elegans. Elle est l'espèce type du genre Zonocerus.
Étymologiquement, Zonocerus signifie « à antennes ceinturées, zonées », ce qui fait allusion au fait que les antennes chez ce genre sont en majeure partie noires mais que plusieurs anneaux sont de couleur jaunâtre à orangée.

### Liste des sous-espèces
Selon Orthoptera Species File (21 décembre 2022) :
- Zonocerus elegans (Thunberg, 1815) - Afrique centrale et australe[4]
  - Zonocerus elegans angolensis Kevan, 1972[10] - Sud-Ouest de l'Angola[10]
  - Zonocerus elegans elegans (Thunberg, 1815)

### Publication originale
- Thunberg, C. P. 1815. Hemipterorum maxillosorum genera illustrata plurimisque novis speciebus ditata ac descripta. Mémoires de l'Académie Impériale des Sciences de St. Pétersbourg 5: 211–302. [226] (

{{BHL}} :  numéro de référence (page/12194359) non numérique).

### Espèce similaire
L'autre espèce du genre Zonocerus, Zonocerus variegatus, est assez similaire à Zonocerus elegans et dans la partie des aires de répartition des deux espèces qui se recouvrent comme en Angola, en République démocratique du Congo et en Ouganda ainsi que peut-être au Kenya, ces deux espèces ont parfois été confondues.

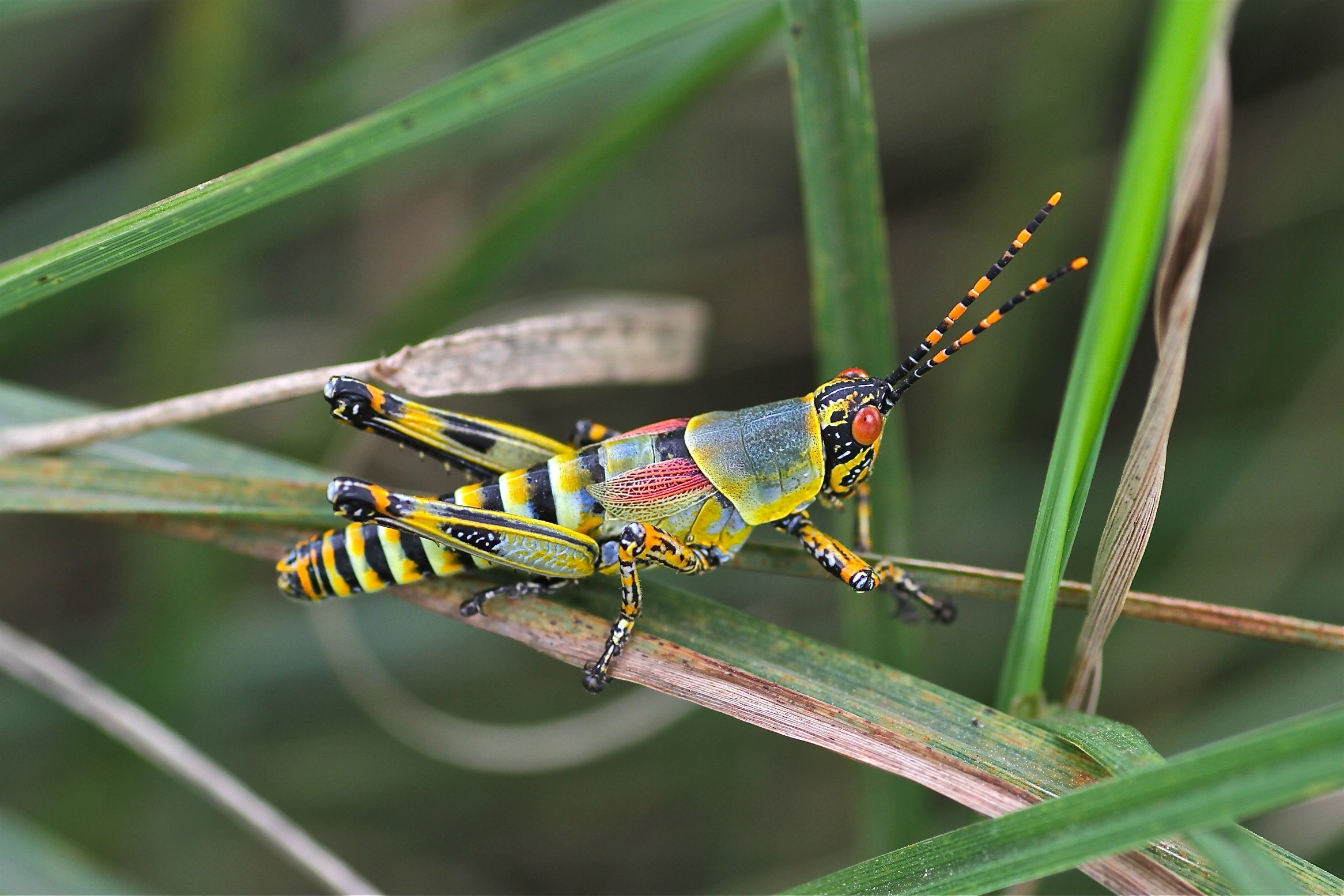
Zonocerus elegans.
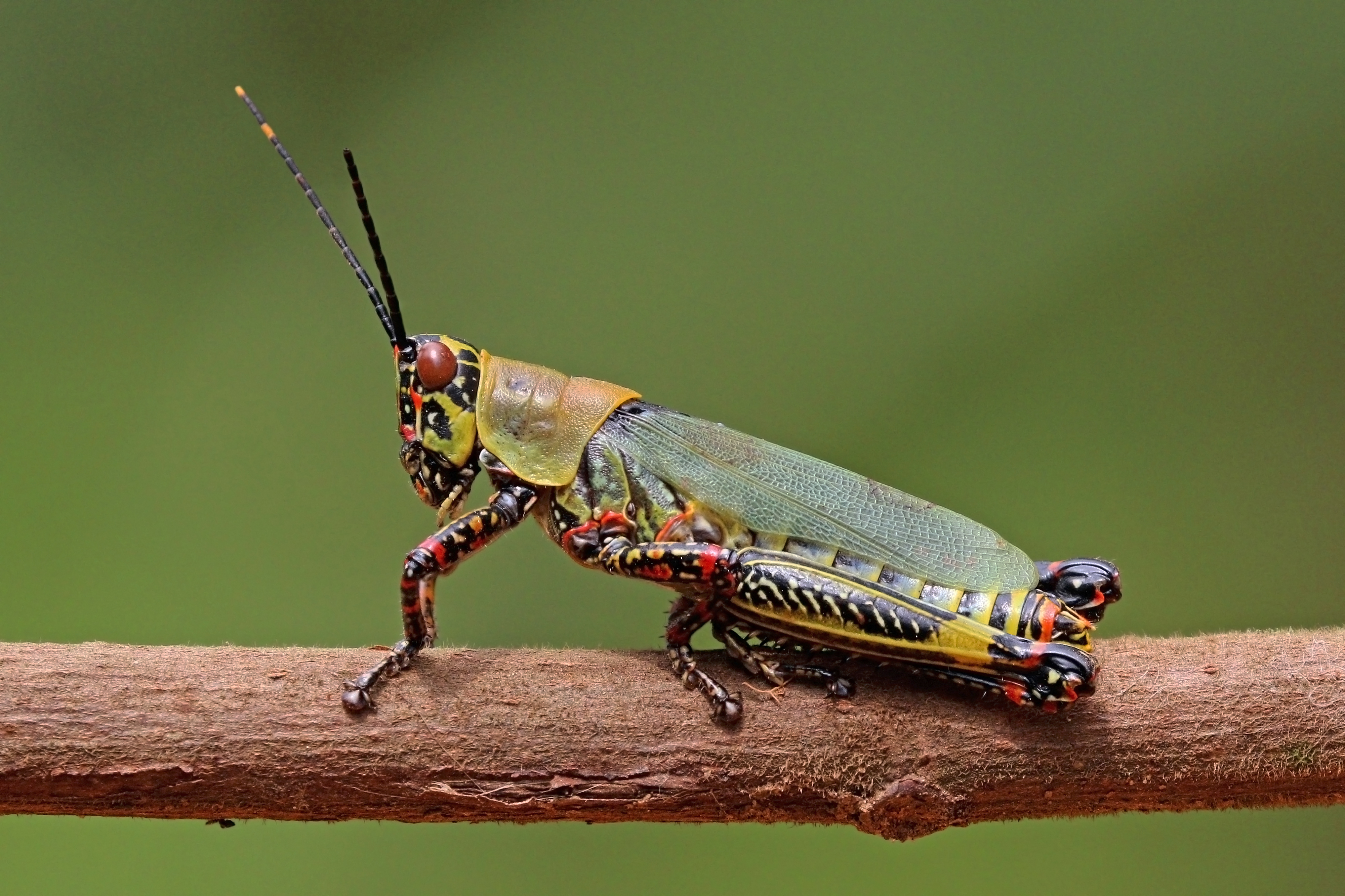
Zonocerus variegatus.

Pour pouvoir les différencier, on notera que Zonocerus variegatus présente des élytres et des ailes postérieures courts ou pleinement développés avec les ailes noires parfois légèrement rougeâtres à la base et les élytres verts. La face externe des fémurs est en grande partie noire avec un anneau blanc-jaune pré-géniculaire. Les antennes sont noires avec généralement deux ou trois articles distaux jaune orange. Zonocerus elegans quant à lui présente des élytres et des ailes postérieures très courts, lobiformes, ou pleinement développés avec des ailes rosâtres et des élytres jaune verdâtre. La face externe des fémurs est en grande partie jaune orange à olivâtre avec la moitié apicale plus ou moins noire. Les antennes sont noires avec plus de trois articles orange.